# Amphinome incarunculata
Amphinome incarunculata är en ringmaskart som beskrevs av Peters 1854. Amphinome incarunculata ingår i släktet Amphinome och familjen Amphinomidae. Inga underarter finns listade i Catalogue of Life.